# Karl-Heinz Hoffmann (Politiker)
Karl-Heinz Hoffmann (* 14. Februar 1928 in Köln) ist ein ehemaliger deutscher Gewerkschafter, Politiker (CDU) und Abgeordneter des Europaparlaments.

## Werdegang
Hoffmann schloss seine Schulausbildung mit der Mittleren Reife ab und absolvierte eine kaufmännische Lehre. Unterbrochen wurde seine Ausbildung durch die Teilnahme am Zweiten Weltkrieg in den Jahren 1944/45. Nach Kriegsende schloss er seine Lehre ab und war danach als Chemiearbeiter tätig.
Schon 1945 war er der Gewerkschaft beigetreten, 1949 auch der CDU. Von 1949 bis 1952 fungierte er als Betriebsrat. 1952 wurde er Sekretär der Christlich-Demokratischen Arbeitnehmerschaft und war von 1966 bis 1968 Hauptgeschäftsführer. 1968 wurde er zum stellvertretenden Vorsitzenden der Gewerkschaft Öffentliche Dienste, Transport und Verkehr (ÖTV) gewählt und viermal, zuletzt 1984, wiedergewählt. Im Vorstand war er zuständig für Energiepolitik, Mitbestimmung und öffentliche Wirtschaft.
Von 1965 bis 1979 war er Mitglied im Wirtschafts- und Sozialausschuss (WSA) der Europäischen Gemeinschaft und dort neun Jahre lang Vorsitzender der Fachgruppe Verkehr und Kommunikationsmittel. Vom 17. Juli 1979 bis zum 24. Juli 1989 war er für zwei Wahlperioden Mitglied des Europaparlaments und dort Mitglied der Fraktion der EVP. Im Parlament war er stellvertretender Vorsitzender des Verkehrsausschusses.

## Ehrungen
- 1984: Verdienstkreuz 1. Klasse der Bundesrepublik Deutschland